# Az Üstökös
Az Üstökös (Cometa) a fost prima revistă umoristică din Ungaria (Dicționarul Pallas îl consideră un săptămânal umoristico-beletristic, humoristico-belletrisztikus hetilap), care a început să fie publicat la Pesta începând din 21 august 1858.

## Istoric
Revista Az Üstökös a fost fondată în 1858 de scriitorul Mór Jókai, fiind inspirată de stilul editorial al revistelor Nagy Tükör și Kakas Márton Albuma. Jókai era proprietarul și redactorul revistei care era tipărită în tipografia Landerer și Heckenast. Articolele au fost inspirate de desenele lui János Jankó. Începând din 25 aprilie 1863 Lajos Dienes a preluat editarea revistei, ca urmare a problemelor juridice ale proprietarului, dar Jókai a rămas principalul redactor. În 15 august 1865 Jókai a devenit din nou editorul revistei. Numărul 1000 a fost publicat pe 14 octombrie 1877, iar numărul 2000 pe 10 ianuarie 1896. Revista a fost redactată începând din 11 ianuarie 1880 de Endre Szabó, care a devenit proprietarul ei în 1 ianuarie 1882.
Az Üstökös a fost tipărită din 4 iulie 1863 de tipografiile Emich Gusztáv și Athenaeum, iar la începutul secolului al XX-lea de tipografia Pallas.
În paginile acestei reviste au apărut pentru prima dată personajele Ádám Mindenváró și Zebulon Tallérossy, care au devenit foarte populare în acea perioadă și au fost preluate apoi de Jókai în romanul Fiii omului cu inima de piatră (1869).